# Dostęp Czech do morza po I wojnie światowej
Dostęp Czech do morza po I wojnie światowej – kwestia dostępu Czechosłowacji (a później Czech) do morza po I wojnie światowej. Współcześnie Czechy nie posiadają dostępu do morza, lecz dzierżawią działkę w porcie w Hamburgu.

## Historia

### Czechosłowacja
Traktat wersalski zapewnił Czechosłowacji dostęp do morza w portach w Hamburgu i w Szczecinie; artykuł 363 traktatu wersalskiego zapewniający dostęp do morza Czechosłowacji brzmiał:

W portach Hamburga i Szczecina Niemcy wydzierżawią na okres 99 lat Państwu czesko-słowackiemu przestrzenie, które będą poddane pod przepisy o strefach wolnych, a przeznaczone dla bezpośredniego tranzytu towarów, idących z tego Państwa albo do niego kierowanych.

Czechosłowacja skorzystała z przyznanego mu prawa, ustanawiając w Hamburgu m.in. placówkę w Moldauhafen; w 1937 roku drogą rzeczną z Czechosłowacji do hamburskiego portu dotarło 2010 statków z około 1,5 mln ton ładunków. Po kilku próbach Czechosłowacja zrezygnowała z wyegzekwowania prawa korzystania z portu w Szczecinie. Po II wojnie światowej zawarto umowę pomiędzy Polską a Czechosłowacją, na mocy której w porcie w Szczecinie utworzono wolną strefę czechosłowacką oraz przyznano Czechosłowacji do własnej eksploatacji nabrzeże z przyległym terenem o wymiarze 300m x 100m; jednak z powodu nierentowności Czechosłowacja w wyniku układu komunikacyjnego zawartego w styczniu 1956 roku zrezygnowała z utrzymania przyznanych jej terenów. W tamtym czasie powstała także organizacja Czechosłowacka Żegluga na Odrze, z siedzibą we Wrocławiu i oddziałem w Szczecinie. W latach 1959–1992 istniała Czechosłowacka Żegluga Morska (czes. Československá námořní plavba), która posiadała 44 statki, co czyniło ją drugą największą flotą pod względem państw nieposiadających dostępu do morza; jej kadry kształciły się w Szczecinie.

### Republika Czeska
Republika Czeska jako prawny spadkobierca Czechosłowacji ma prawo do korzystania z portu w Hamburgu, jednak wraz z wygaśnięciem traktatu wersalskiego dzierżawa ma teraz charakter prywatnej umowy między miastem Hamburg a Republiką Czeską (umowa wygasa w 2028 roku). 
W czasie inwazji Rosji na Ukrainę dużą popularnością cieszył się happening nawołujący do przyłączenia należącego do Rosji obwodu królewieckiego do Czech, dzięki czemu kraj ten mógłby uzyskać dostęp do morza (Kraj královecký). Happening nawiązywał do nieuznawanych przez społeczność międzynarodową referendów, które odbywały się na okupowanych przez Rosję terytoriach ukraińskich.  